# Kaxholmen
Kaxholmen è un'area urbana della Svezia situata nel comune di Jönköping, contea di Jönköping.
La popolazione risultante dal censimento 2010 era di 1 458 abitanti.